# Semovice
Semovice je část města Bystřice v okrese Benešov. Nachází se na severu Bystřice. V roce 2009 zde bylo evidováno 16 adres. Semovice leží v katastrálním území Jírovice o výměře 5,13 km².

## Gramatika
Název Semovice je podstatné jméno pomnožné. Správné skloňování je tedy Semovice bez Semovic.

## Historie
První písemná zmínka o vesnici pochází z roku 1398.
Za druhé světové války se ves stala součástí vojenského cvičiště Zbraní SS Benešov a její obyvatelé se museli 31. prosince 1943 vystěhovat.